# 大森曹玄

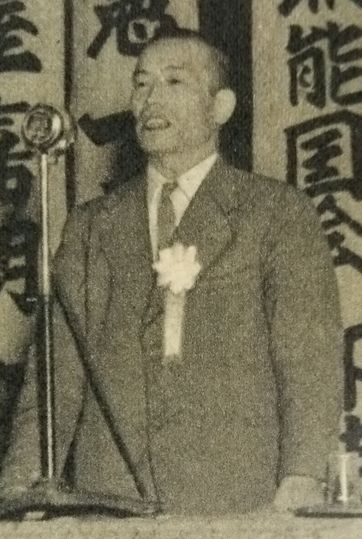
1953年

大森 曹玄（おおもり そうげん、1904年〈明治37年〉3月10日 - 1994年〈平成6年〉8月18日）は、臨済宗の禅僧。また、直心影流剣術第15代・山田次朗吉の弟子でもあり、直心影流剣術の「法定」の指導も行った。
山岡鉄舟ゆかりの高歩院の住職を務め、山岡鉄舟についての著書もある。

## 経歴
- 山梨県韮崎市に生まれる[1]。
- 1923年（大正12年）、日本大学専門部社会学科中退[1]。
- 1925年（大正14年）、京都天龍寺・関精拙に参学。
- 1934年（昭和9年）、直心道場を創立。敗戦の年まで剣道を教授する。
- 1946年（昭和21年）、天龍寺管長、関牧翁に得度を受け、僧籍に入る。のちに関牧翁の法嗣となる。
- 1948年（昭和23年）、東京高歩院住職。
- 1978年（昭和53年）、花園大学学長。
- 鉄舟会および青苔寺師家。
- (一財)鹿野山禅青少年研修所総裁
- 1994年（平成6年）、肺炎のため死去[1]。

## 著書
- 『日本的世界の形成』大森一声　皇道塾、1942.12
- 『剣と禅』中央仏教社、1958　のち春秋社
- 『参禅入門』 春秋社、1962　のち講談社学術文庫
- 『臨済録新講』黎明書房,1964
- 『禅を生きる』 林書店,1967
- 『禅の高僧』筑摩書房,1968
- 『山岡鉄舟』春秋社,1968
- 『禅の道』誠信書房,1971
- 『随処作主 禅者の世界』 黎明書房,1972
- 『書と禅』春秋社,1973
- 『心眼』 柏樹社,1975 柏樹新書
- 『維摩経入門 禅と道場』　大蔵出版,1977.5 大蔵新書
- 『人の上に立つ人の心 気力の差が勝負を決する』 日本実業出版社,1978.3
- 『臨済録講話』 春秋社,1980.5
- 『般若心経講話』 柏樹社,1981.5
- 『十牛図』 関精拙画.柏樹社,1983.12.
- 『禅の発想』 1983.10.講談社現代新書
- 『驢鞍橋講話 鈴木正三・仁王禅の真髄』 大法輪閣,1986.1
- 『からだで誦む般若心経 三昧へいたる12の講話』 サンガ,2008.12
- 『十牛図管見』

## 共著
- 『坐禅のすすめ』 山田無文,平田精耕共著.禅文化研究所,1982
- 『仏眼 よみがえる金口直説 昭和の名僧が語る「自然・人間・科学」』山本秀順,山田霊林,大森述 武藤義一聞き手.佼成出版社,2008

## 編著・訳
- 『禅宗四部録訓註』其中堂、1962
- 『碧巌録』 克勤 　柏樹社,1976
- 『毒語注心経』　白隠 著述 東嶺注解 春秋社,1981.7